# Efferia amazonica
Efferia amazonica är en tvåvingeart som först beskrevs av Stanley Willard Bromley 1934.  Efferia amazonica ingår i släktet Efferia och familjen rovflugor. Inga underarter finns listade i Catalogue of Life.